# Foyer de contagion
Pour les articles homonymes, voir foyer et cluster.

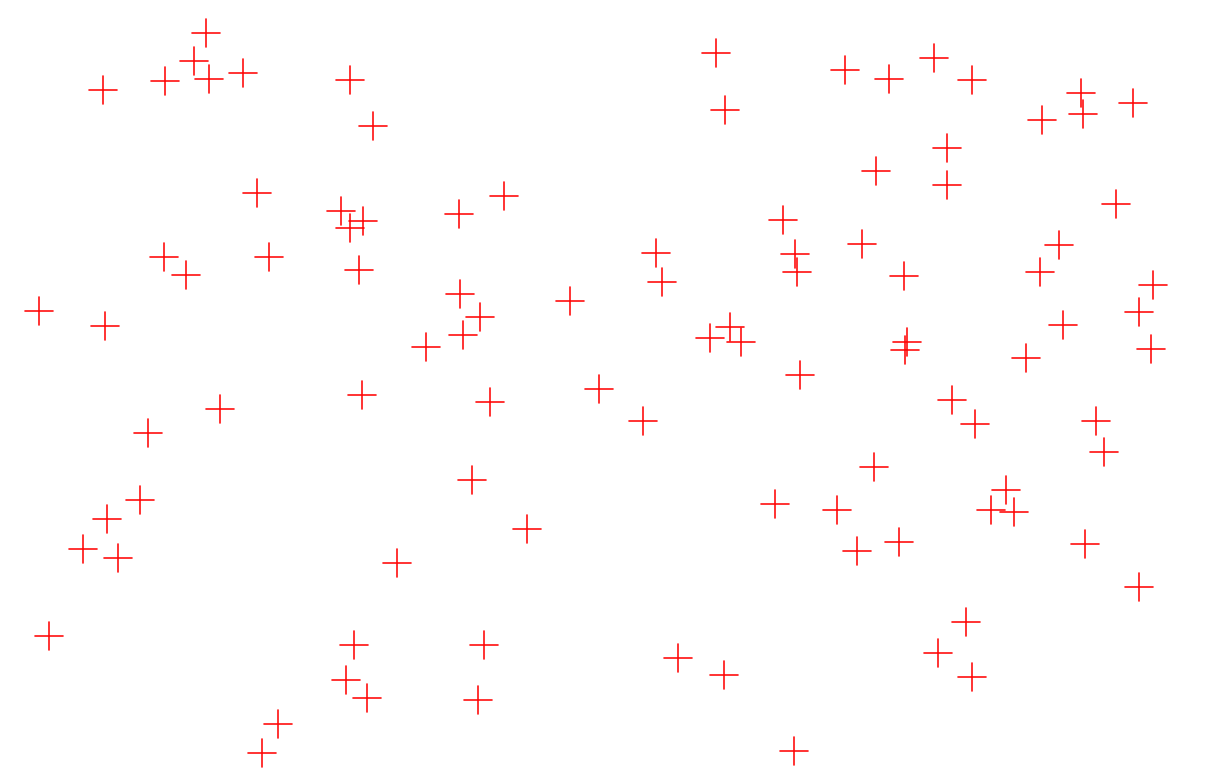
Les statisticiens qui examinent les données pour trouver des grappes de maladies doivent se méfier des coïncidences aléatoires qui semblent former un modèle. Dans ce diagramme de dispersion généré de manière aléatoire, des modèles semblent exister, mais ils ne se sont formés que par hasard. En particulier, les points de données aléatoires ne s'étendent pas, mais forment des clusters, ce qui donne l'impression de "points chauds" générés par une cause sous-jacente commune.

En épidémiologie, un foyer de contagion,ou cluster de contagion (en anglais : disease cluster) est un ensemble d'évènements sanitaires reliés temporellement et spatialement. Généralement, lorsque des foyers de contagion sont découverts, ils sont rapportés aux organismes de santé publique responsables de la zone régionale de rattachement. Si les foyers sont de taille importante et virulents, ils peuvent être ré-évalués en sources de contagion.[réf. nécessaire]

## Exemples
- 1629 : Mantoue, Épidémie de peste en Italie de 1629-1631, dite grande peste de Milan.[réf. nécessaire]
- 1663 : Amsterdam, Grande peste de Londres.[réf. nécessaire]
- 1720 : Marseille, Peste de Marseille[6].
- 1854 : Londres, Épidémie de choléra de Broad Street.[réf. nécessaire]
- 2019 : Wuhan, à l’émergence de la pandémie de Covid-19.[réf. nécessaire]